# Red Level
Red Level – miasto w Stanach Zjednoczonych, w stanie Alabama, w hrabstwie Covington. W roku 2023 miasto zamieszkiwały 434 osoby, a gęstość zaludnienia wynosiła 87 osób/km².